# Leichtathletik-Hallenweltmeisterschaften 2012
Die 14. Leichtathletik-Hallenweltmeisterschaften fanden vom 9. bis 11. März 2012 in der türkischen Stadt Istanbul statt.
Istanbul wurde im November 2007 vom Weltleichtathletikverband (IAAF) mit der Ausrichtung der Veranstaltung beauftragt. Ursprünglich hatte sich der türkische Leichtathletikverband um die Hallenweltmeisterschaften 2010 beworben, die an die katarische Hauptstadt Doha vergeben wurde. Wegen der hohen Qualität der Kandidatur Istanbuls beschlossen die Mitglieder des IAAF-Councils während ihrer Sitzung in Monaco die vorzeitige Vergabe der Hallenweltmeisterschaften 2012.
Aus 172 Ländern hatten 616 Athleten (349 Männer und 334 Frauen) ihre Teilnahme angekündigt. Vom DLV wurden 17 Athleten (8 Frauen und 9 Männer) nominiert.

## Männer

### 60 m
| Platz | Athlet         | Land | Zeit (s)  |
| ----- | -------------- | ---- | --------- |
| 1     | Justin Gatlin  | USA  | 6,46 (SB) |
| 2     | Nesta Carter   | JAM  | 6,54      |
| 3     | Dwain Chambers | GBR  | 6,60      |
| 4     | Trell Kimmons  | USA  | 6,60      |
| 5     | Marc Burns     | TRI  | 6,62      |
| 6     | Emmanuel Biron | FRA  | 6,63      |
| 7     | Justyn Warner  | CAN  | 6,65      |
| 8     | Aziz Ouhadi    | MAR  | 6,72      |

Datum: 10. März, 20:00 Uhr

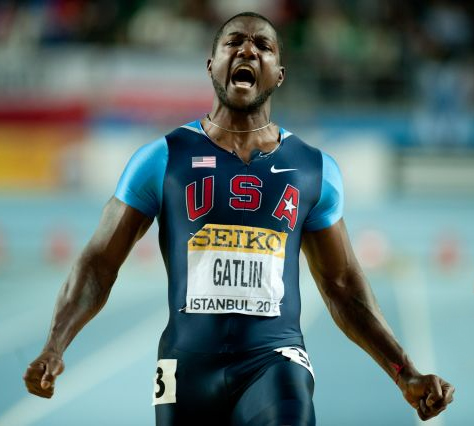
Justin Gatlin nach dem Gewinn des 60-Meter-Laufs

Der US-Amerikaner Gatlin, der bereits im Jahr 2003 in Birmingham Hallenweltmeister wurde, erzielte mit 6,50 s schon die schnellste Zeit der Halbfinalläufe und gewann im Finale klar vor dem Jamaikaner Carter und dem Briten Chambers. Der deutsche Sprinter Christian Blum schaffte es, nach einem zweiten Platz im Vorlauf mit 6,74 s, im Halbfinale mit einem fünften Platz und einer Zeit von 6,79 s nicht, sich für das Finale zu qualifizieren.

### 400 m
| Platz | Athlet           | Land | Zeit (s)   |
| ----- | ---------------- | ---- | ---------- |
| 1     | Nery Brenes      | CRC  | 45,11 (CR) |
| 2     | Demetrius Pinder | BAH  | 45,34 (SB) |
| 3     | Chris Brown      | BAH  | 45,90 (SB) |
| 4     | Tabarie Henry    | ISV  | 45,96 (SB) |
| 5     | Pavel Maslák     | CZE  | 46,19      |
| 6     | Kirani James     | GRN  | 46,21      |

Datum: 10. März, 19:30 Uhr

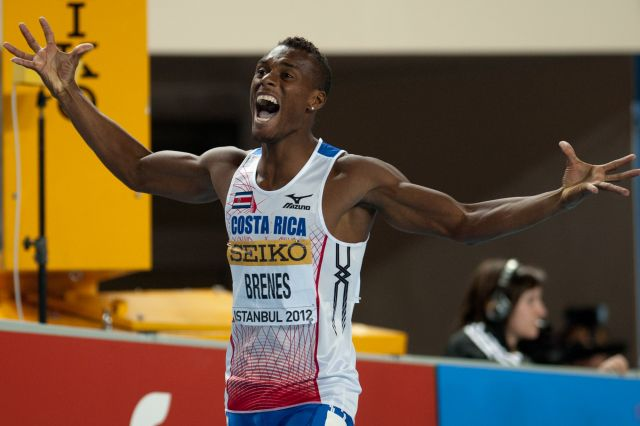
Nery Brenes feiert seinen Erfolg

Nery Brenes sicherte sich mit neuem Weltmeisterschaftsrekord den Sieg. Demetrius Pinder, Chris Brown und Tabarie Henry platzierten sich mit neuen Saisonbestleistungen auf den nachfolgenden Plätzen.

### 800 m
| Platz | Athlet             | Land | Zeit (min) |
| ----- | ------------------ | ---- | ---------- |
| 1     | Mohammed Aman      | ETH  | 1:48,36    |
| 2     | Jakub Holuša       | CZE  | 1:48,62    |
| 3     | Andrew Osagie      | GBR  | 1:48,92    |
| 4     | Adam Kszczot       | POL  | 1:49,16    |
| 5     | Jan van den Broeck | BEL  | 1:50,83    |
| 6     | Michael Rutt       | USA  | 1:51,47    |

Datum: 11. März, 16:20 Uhr

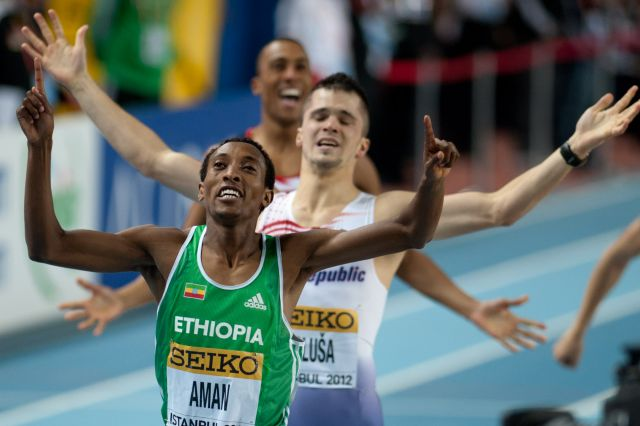
Hallenweltmeister Mo Aman im Ziel

Die Österreicher Raphael Pallitsch und Andreas Rapatz hatten sich in ihren Vorläufen durchgesetzt, scheiterten jedoch in ihren Halbfinalläufen jeweils als Vierter.

### 1500 m
| Platz | Athlet                | Land | Zeit (min) |
| ----- | --------------------- | ---- | ---------- |
| 1     | Abdalaati Iguider     | MAR  | 3:45,21    |
| 2     | İlham Tanui Özbilen   | TUR  | 3:45,35    |
| 3     | Mekonnen Gebremedhin  | ETH  | 3:45,90    |
| 4     | Aman Wote             | ETH  | 3:47,02    |
| 5     | Ayanleh Souleiman     | DJI  | 3:47,35    |
| 6     | Silas Kiplagat        | KEN  | 3:47,42    |
| 7     | Matthew Centrowitz    | USA  | 3:47,42    |
| 8     | Francisco Javier Abad | ESP  | 3:48,14    |

Datum: 10. März, 19:00 Uhr

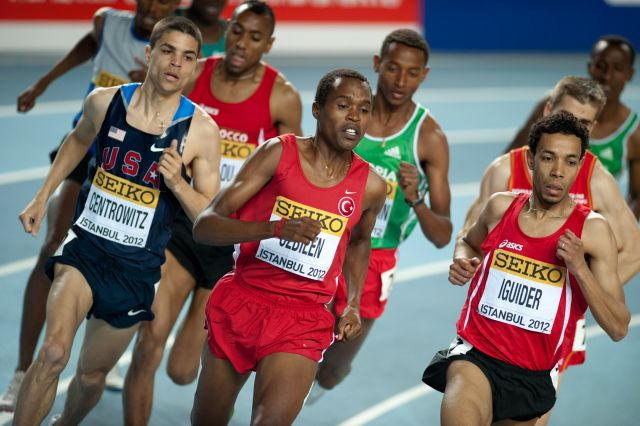
Finallauf über 1500 Meter, vorne rechts Goldmedaillengewinner Iguider, in der Mitte Silbermedaillengewinner Özbilen

Nach einem auf den ersten 1000 Metern verhalten gelaufenen Rennen verschärften Iguider, Özbilen und Gebremedhin auf den letzten beiden Runden das Tempo, vergrößerten den Abstand zum Rest des Feldes deutlich und machten schließlich das Rennen und die drei Medaillen unter sich aus.

### 3000 m
| Platz | Athlet                  | Land | Zeit (min) |
| ----- | ----------------------- | ---- | ---------- |
| 1     | Bernard Lagat           | USA  | 7:41,44    |
| 2     | Augustine Kiprono Choge | KEN  | 7:41,77    |
| 3     | Edwin Cheruiyot Soi     | KEN  | 7:41,78    |
| 4     | Mo Farah                | GBR  | 7:41,79    |
| 5     | Dejen Gebremeskel       | ETH  | 7:42,60    |
| 6     | Lopez Lomong            | USA  | 7:44,16    |
| 7     | Moses Ndiema Kipsiro    | UGA  | 7:44,59    |
| 8     | Arne Gabius             | GER  | 7:45,01    |

Datum: 11. März, 15:10 Uhr
Der deutsche Starter Arne Gabius qualifizierte sich über die Zeitregelung für das Finale.

### 60 m Hürden
| Platz | Athlet                  | Land | Zeit (s) |
| ----- | ----------------------- | ---- | -------- |
| 1     | Aries Merritt           | USA  | 7,44     |
| 2     | Liu Xiang               | CHN  | 7,49     |
| 3     | Pascal Martinot-Lagarde | FRA  | 7,53     |
| 4     | Andrew Pozzi            | GBR  | 7,58     |
| 5     | Konstantin Schabanow    | RUS  | 7,60     |
| 6     | Emanuele Abate          | ITA  | 7,63     |
| 7     | Lehann Fourie           | RSA  | 7,69     |
| 8     | Artur Noga              | POL  | 7,74     |

Datum: 11. März, 17:20 Uhr

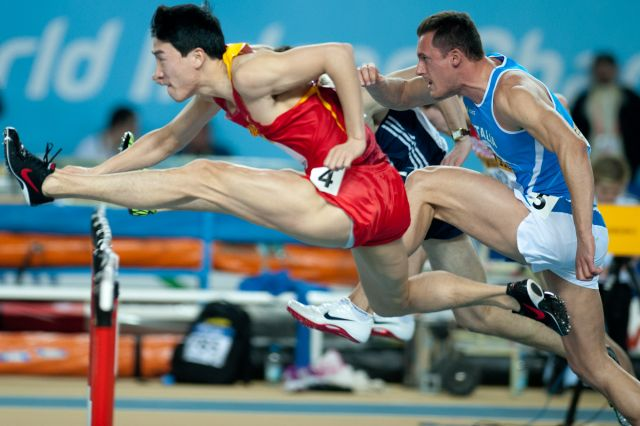
Liu Xiang und Emanuele Abate im 60-Meter-Hürden-Finallauf

Der Deutsche Helge Schwarzer schied nach erfolgreich absolviertem Vorlauf (7,72 s) im Halbfinale als Sechster mit 7,75 s aus. Der zweite deutsche Starter Gregor Traber schied bereits im Vorlauf mit 7,83 s und Platz sechs aus.

### 4 × 400 m Staffel
| Platz | Land                   | Athleten                                                            | Zeit (min) |
| ----- | ---------------------- | ------------------------------------------------------------------- | ---------- |
| 1     | Vereinigte Staaten     | Frankie Wright Calvin Smith Manteo Mitchell Gil Roberts             | 3:03,94    |
| 2     | Vereinigtes Königreich | Conrad Williams Nigel Levine Michael Bingham Richard Buck           | 3:04,72    |
| 3     | Trinidad und Tobago    | Lalonde Gordon Renny Quow Jereem Richards Jarrin Solomon            | 3:06,85 NR |
| 4     | Russland               | Sergei Petuchow Walentin Krugljakow Semjon Golubew Wladislaw Frolow | 3:07,35    |
| 5     | Spanien                | Mark Ujakpor David Testa Samuel García Xavier Carrión               | 3:10,01    |
| 6     | Polen                  | Jakub Krzewina Marcin Marciniszyn Grzegorz Sobiński Łukasz Krawczuk | 3:11,86    |

Datum: 11. März, 17:40 Uhr

### Hochsprung
| Platz | Athlet                  | Land | Höhe (m) |
| ----- | ----------------------- | ---- | -------- |
| 1     | Dimitrios Chondrokoukis | GRE  | 2,33     |
| 2     | Andrei Silnow           | RUS  | 2,33     |
| 3     | Iwan Uchow              | RUS  | 2,31     |
| 4     | Zhang Guowei            | CHN  | 2,31 NR  |
| 4     | Konstandinos Baniotis   | GRE  | 2,31     |
| 6     | Robert Grabarz          | GBR  | 2,31     |
| 6     | Jesse Williams          | USA  | 2,31     |
| 8     | Trevor Barry            | BAH  | 2,31     |

Datum: 11. März, 15:30 Uhr

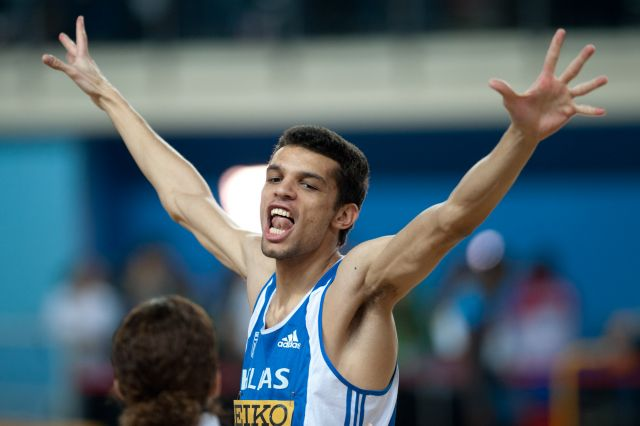
Dimítrios Chondrokoúkis übersprang die 2,33 m im ersten Versuch.

Der Deutsche Raúl Spank landete nach erfolgreicher Qualifikation im Finale mit übersprungenen 2,28 m auf dem neunten Platz.

### Stabhochsprung
| Platz | Athlet                  | Land | Höhe (m) |
| ----- | ----------------------- | ---- | -------- |
| 1     | Renaud Lavillenie       | FRA  | 5,95 WL  |
| 2     | Björn Otto              | GER  | 5,80     |
| 3     | Brad Walker             | USA  | 5,80     |
| 4     | Malte Mohr              | GER  | 5,75     |
| 5     | Lázaro Borges           | CUB  | 5,70     |
| 5     | Steven Lewis            | GBR  | 5,70     |
| 7     | Konstandinos Filippidis | GRE  | 5,70     |
| 8     | Romain Mesnil           | FRA  | 5,50     |

Datum: 10. März, 17:00 Uhr

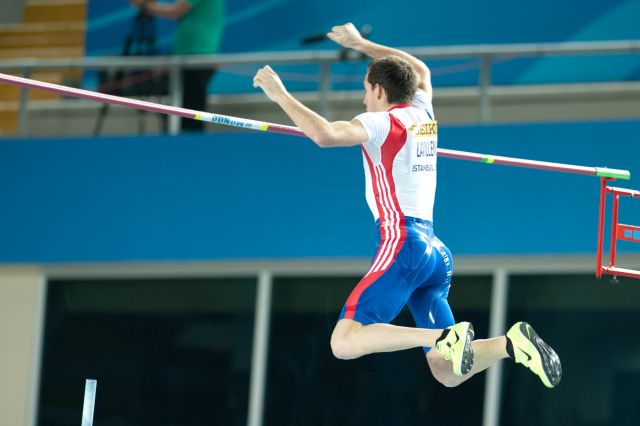
Goldmedaillengewinner Renaud Lavillenie beim Sprung

Der Halleneuropameister des Jahres 2011, der Franzose Lavillenie, siegte nach überstandener Verletzungspause mit Weltjahresbestleistung von 5,95 m vor Otto, dem deutschen Hallenmeister von 2012, und dem US-Amerikaner Walker.

### Weitsprung
| Platz | Athlet                  | Land | Weite (m) |
| ----- | ----------------------- | ---- | --------- |
| 1     | Mauro Vinícius da Silva | BRA  | 8,23      |
| 2     | Henry Frayne            | AUS  | 8,23 (AR) |
| 3     | Alexander Menkow        | RUS  | 8,22      |
| 4     | Will Claye              | USA  | 8,04      |
| 5     | Ndiss Kaba Badji        | SEN  | 7,97 (SB) |
| 6     | Louis Tsatoumas         | GRE  | 7,88      |
| 7     | Ignisious Gaisah        | GHA  | 7,86      |
| 8     | Luis Felipe Méliz       | ESP  | 7,50      |

Datum: 10. März, 18:50 Uhr

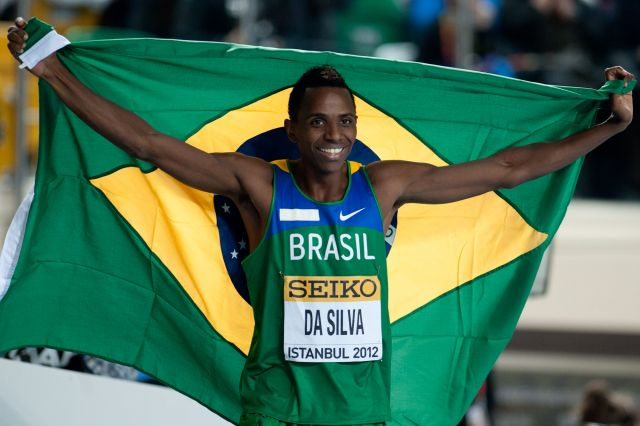
Mauro Vinícius da Silva

Mauro Vinícius da Silva sprang in seinen beiden letzten Versuchen jeweils 8,23 m, was ihm die Goldmedaille bescherte, da der Australier Henry Frayne zwar neuen Kontinentalrekord sprang, sein zweitbester Versuch aber nur 8,17 m betrug.

### Dreisprung
| Platz | Athlet            | Land | Weite (m)  |
| ----- | ----------------- | ---- | ---------- |
| 1     | Will Claye        | USA  | 17,70 (WL) |
| 2     | Christian Taylor  | USA  | 17,63 (SB) |
| 3     | Lyukman Adams     | RUS  | 17,36 (PB) |
| 4     | Fabrizio Donato   | ITA  | 17,28 (SB) |
| 5     | Daniele Greco     | ITA  | 17,28 (PB) |
| 6     | Benjamin Compaoré | FRA  | 17,05      |
| 7     | Alexis Copello    | CUB  | 16,92      |
| 8     | Dong Bin          | CHN  | 16,75      |

Datum: 11. März, 16:10 Uhr

### Kugelstoßen
| Platz | Athlet          | Land | Weite (m) |
| ----- | --------------- | ---- | --------- |
| 1     | Ryan Whiting    | USA  | 22,00 WL  |
| 2     | David Storl     | GER  | 21,88     |
| 3     | Tomasz Majewski | POL  | 21,72 NR  |
| 4     | Reese Hoffa     | USA  | 21,55     |
| 5     | Maxim Sidorow   | RUS  | 20,78     |
| 6     | Germán Lauro    | ARG  | 20,38     |
| 7     | Rutger Smith    | NED  | 20,30     |
| 8     | Iwan Juschkow   | RUS  | 20,10     |

Datum: 9. März, 19:15 Uhr

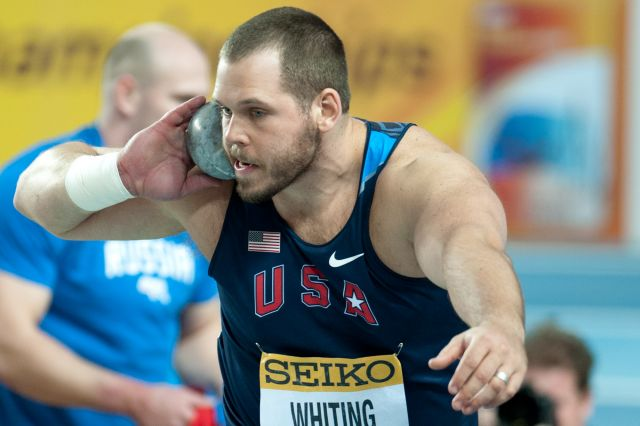
Ryan Whiting beim Kugelstoßen

Im Finale konnte David Storl im ersten Versuch mit 21,88 m die Konkurrenz mit neuer persönlicher Bestleistung beginnen. Überboten wurde er erst im fünften Versuch von Ryan Whiting, als dieser mit 22,00 m eine neue Weltjahresbestleistung erreichte. Der drittplatzierte Tomasz Majewski stieß 21,72 m und stellte damit einen neuen polnischen Rekord auf.
Der zweite deutsche Starter Candy Bauer schied mit 19,60 m in der Qualifikation aus.

### Siebenkampf
| Platz | Athlet                  | Land | Punkte    |
| ----- | ----------------------- | ---- | --------- |
| 1     | Ashton Eaton            | USA  | 6645 (WR) |
| 2     | Oleksij Kasjanow        | UKR  | 6071      |
| 3     | Artjom Lukjanenko       | RUS  | 5969      |
| 4     | Ilja Schkurenjow        | RUS  | 5898      |
| 5     | Adam Sebastian Helcelet | CZE  | 5878      |
| 6     | Andrej Krautschanka     | BLR  | 5746      |
| 7     | Yordani García          | CUB  | 5704 (SB) |

Datum: 9./10. März

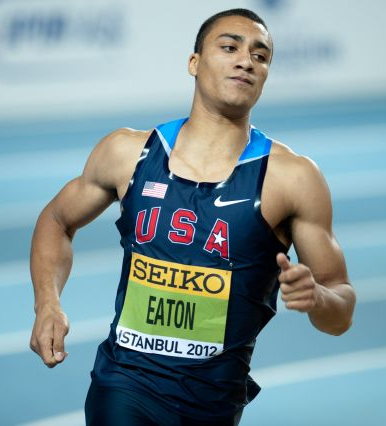
Ashton Eaton auf dem Weg zum neuen Hallenweltrekord

Der Siebenkampf besteht aus den Disziplinen 60-Meter-Lauf, Weitsprung, Kugelstoßen, Hochsprung, 60-Meter-Hürdenlauf, Stabhochsprung und 1000-Meter-Lauf. Eaton gelang es die meisten Disziplinen des Siebenkampfes zu gewinnen. Der US-Amerikaner, der im Weitsprung die herausragende Weite von 8,16 m erzielte, dominierte auch den abschließenden 1000-Meter-Lauf und verbesserte seinen eigenen, im Vorjahr aufgestellten Weltrekord auf 6645 Punkte.

## Frauen

### 60 m
| Platz | Athletin                | Land | Zeit (s)  |
| ----- | ----------------------- | ---- | --------- |
| 1     | Veronica Campbell-Brown | JAM  | 7,01 (WL) |
| 2     | Murielle Ahouré         | CIV  | 7,04 (NR) |
| 3     | Tianna Madison          | USA  | 7,09      |
| 4     | Barbara Pierre          | USA  | 7,14      |
| 5     | Chandra Sturrup         | BAH  | 7,19 (SB) |
| 6     | Gloria Asumnu           | NGR  | 7,22      |
| 7     | Aleen Bailey            | JAM  | 7,24      |
| 8     | Iwet Lalowa             | BUL  | 7,27      |

Datum: 11. März, 17:05 Uhr

### 400 m
| Platz | Athletin            | Land | Zeit (s)   |
| ----- | ------------------- | ---- | ---------- |
| 1     | Sanya Richards-Ross | USA  | 50,79      |
| 2     | Alexandra Fedoriwa  | RUS  | 51,76      |
| 3     | Natasha Hastings    | USA  | 51,82      |
| 4     | Wanja Stambolowa    | BUL  | 51,99      |
| 5     | Shana Cox           | GBR  | 52,13 (PB) |
| 6     | Denisa Rosolová     | CZE  | 52,48      |

Datum: 10. März, 18:40 Uhr

### 800 m
| Platz | Athletin         | Land | Zeit (min) |
| ----- | ---------------- | ---- | ---------- |
| 1     | Pamela Jelimo    | KEN  | 1:58,83 WL |
| 2     | Natalija Lupu    | UKR  | 1:59,67    |
| 3     | Erica Moore      | USA  | 1:59,97    |
| 4     | Fantu Magiso     | ETH  | 2:00,30    |
| 5     | Jelena Kofanowa  | RUS  | 2:00,67    |
|       | Julija Russanowa | RUS  | DQ         |

Datum: 11. März, 15:35 Uhr

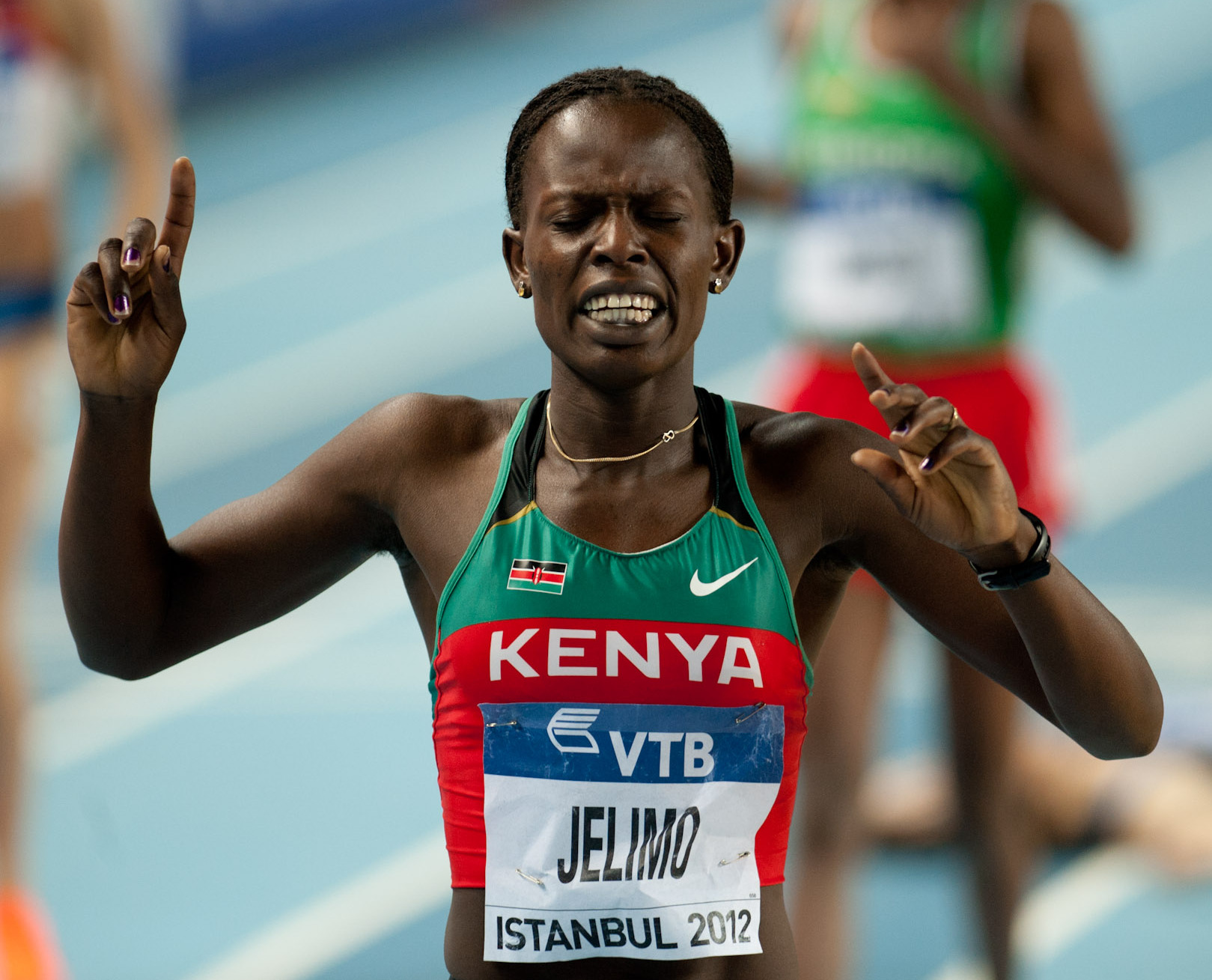
Goldmedaillengewinnerin Pamela Jelimo

Julija Russanowa, die mit 2:01,87 min den sechsten Platz belegt hatte, wurde wegen Dopings nachträglich disqualifiziert. Die deutsche Starterin Carolin Walter schied im Vorlauf mit 2:03,61 min aus.

### 1500 m
| Platz | Athletin               | Land | Zeit (min) |
| ----- | ---------------------- | ---- | ---------- |
| 1     | Genzebe Dibaba         | ETH  | 4:05,78    |
| 2     | Mariem Alaoui Selsouli | MAR  | 4:07,78    |
| 3     | Hind Dehiba Chahyd     | FRA  | 4:10,30    |
| 4     | Tizita Bogale          | ETH  | 4:10,98    |
| 5     | Angelika Cichocka      | POL  | 4:14,57    |
|       | Jelena Arschakowa      | RUS  | DOP        |

Datum: 10. März, 18:00 Uhr

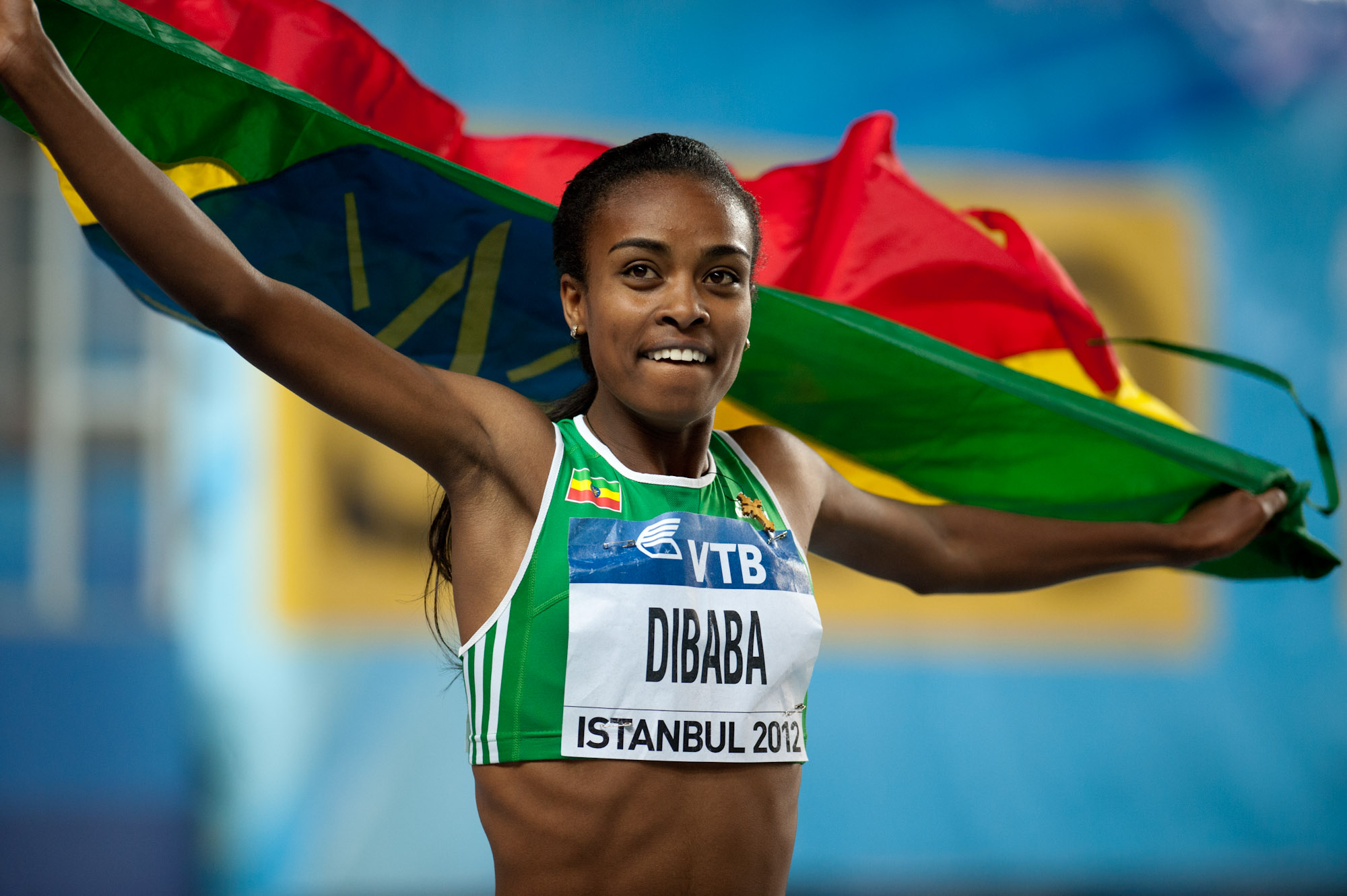
Die Äthiopierin Dibaba nach ihrem Gewinn im 1500-Meter-Lauf

Die Äthiopierin Genzebe Dibaba setzte sich bereits zu Beginn vor das Läuferfeld und hielt diese Position bis zum Ende, wo sie zwei Sekunden vor Mariem Alaoui Selsouli aus Marokko einlief. Aslı Çakır Alptekin als Dritte erreichte mit 4:08,74 min einen türkischen Rekord, später wurde sie wegen Dopings disqualifiziert. Jelena Arschakowa wurde 2013 rückwirkend wegen Dopings disqualifiziert.

### 3000 m
| Platz | Athletin              | Land | Zeit (min)   |
| ----- | --------------------- | ---- | ------------ |
| 1     | Hellen Obiri          | KEN  | 8:37,16      |
| 2     | Meseret Defar         | ETH  | 8:38,26      |
| 3     | Gelete Burka          | ETH  | 8:40,18      |
| 4     | Sylvia Jebiwott Kibet | KEN  | 8:40,50 (PB) |
| 5     | Shitaye Eshete        | BRN  | 8:51,88      |
| 6     | Lidia Chojecka        | POL  | 8:56,86      |
| 7     | Helen Clitheroe       | GBR  | 8:59,04      |
| 8     | Sara Hall             | USA  | 8:59,95      |

Datum: 11. März, 15:50 Uhr

### 60 m Hürden
| Platz | Athletin           | Land | Zeit (s) |
| ----- | ------------------ | ---- | -------- |
| 1     | Sally Pearson      | AUS  | 7,73 WL  |
| 2     | Tiffany Porter     | GBR  | 7,94     |
| 3     | Alina Talaj        | BLR  | 7,97     |
| 4     | Sonata Tamošaitytė | LTU  | 8,03 NR  |
| 5     | Eline Berings      | BEL  | 8,08     |
| 6     | Nikkita Holder     | CAN  | 8,09     |
| 7     | Beate Schrott      | AUT  | 8,12     |
| 8     | Seun Adigun        | NGR  | 8,33     |

Datum: 10. März, 19:45 Uhr
Die Australierin Pearson stellte mit der viertschnellsten jemals in der Halle gelaufenen Zeit Weltjahresbestleistung auf und gewann mit klarem Vorsprung die Goldmedaille. Für die Österreicherin Schrott stellte bereits das Erreichen des Finals einen Erfolg dar. Die Deutsche Cindy Roleder kam in ihrem Vorlauf auf den sechsten Platz und konnte sich nicht für die Halbfinalläufe qualifizieren.

### 4 × 400 m Staffel
| Platz | Land                   | Athletinnen                                                                     | Zeit (min)   |
| ----- | ---------------------- | ------------------------------------------------------------------------------- | ------------ |
| 1     | Vereinigtes Königreich | Shana Cox Nicola Sanders Christine Ohuruogu Perri Shakes-Drayton                | 3:28,76 (WL) |
| 2     | Vereinigte Staaten     | Leslie Cole Natasha Hastings Jernail Hayes Sanya Richards-Ross                  | 3:28,79 (SB) |
| 3     | Russland               | Julija Guschtschina Xenija Ustalowa Marina Karnauschtschenko Alexandra Fedoriwa | 3:29,55 (SB) |
| 4     | Rumänien               | Angela Moroșanu Alina Panainte Adelina Pastor Mirela Lavric                     | 3:33,41 (SB) |
| 5     | Belarus                | Hanna Tashpulatawa Juljana Juschtschanka Iryna Chljustawa Swjatlana Ussowitsch  | 3:33,73 (SB) |
|       | Ukraine                | Jelysaweta Bryshina Julija Olischewska Olha Semljak Natalija Pyhyda             | DQ           |

Datum: 11. März, 16:40 Uhr

### Hochsprung
| Platz | Athletin              | Land | Höhe (m)  |
| ----- | --------------------- | ---- | --------- |
| 1     | Chaunté Lowe          | USA  | 1,98      |
| 2     | Antonietta Di Martino | ITA  | 1,95 (SB) |
| 2     | Anna Tschitscherowa   | RUS  | 1,95      |
| 2     | Ebba Jungmark         | SWE  | 1,95 (SB) |
| 5     | Tia Hellebaut         | BEL  | 1,95      |
| 6     | Ruth Beitia           | ESP  | 1,95 (SB) |
| 7     | Esthera Petre         | ROU  | 1,92      |
| 8     | Svetlana Radzivil     | UZB  | 1,92      |

Datum: 10. März, 18:15 Uhr

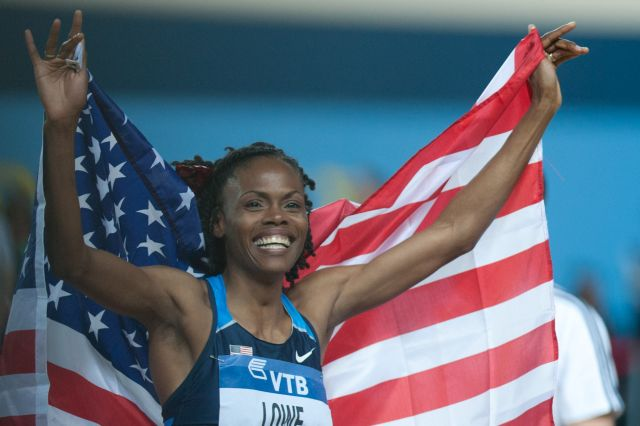
Chaunte Howard-Lowe nach dem Sieg im Hochsprung

Die US-Amerikanerin Chaunté Lowe übersprang die 1,98 m im ersten Versuch und als Einzige, was ihr die Goldmedaille sicherte. Antonietta Di Martino, Anna Tschitscherowa, Ebba Jungmark, Tia Hellebaut und Ruth Beitia scheiterten an dieser Höhe, hatten aber die vorherige Höhe von 1,95 m gemeistert. Auf Grund eines Fehlversuches über 1,88 m bzw. 1,95 m wurden Hellebaut und Beitia am Ende Fünfte und Sechste.

### Stabhochsprung
| Platz | Athletin           | Land | Höhe (m)  |
| ----- | ------------------ | ---- | --------- |
| 1     | Jelena Issinbajewa | RUS  | 4,80      |
| 2     | Vanessa Boslak     | FRA  | 4,70 (NR) |
| 3     | Holly Bleasdale    | GBR  | 4,70      |
| 4     | Silke Spiegelburg  | GER  | 4,65      |
| 5     | Lacy Janson        | USA  | 4,65 (SB) |
| 6     | Jiřina Ptáčníková  | CZE  | 4,55      |
| 7     | Yarisley Silva     | CUB  | 4,55      |
| 8     | Nicole Büchler     | SUI  | 4,55 (NR) |

Datum: 11. März, 14:00 Uhr
Die zweite deutsche Starterin Kristina Gadschiew landete mit 4,30 m auf dem zwölften Platz.

### Weitsprung
| Platz | Athletin                      | Land | Weite (m) |
| ----- | ----------------------------- | ---- | --------- |
| 1     | Brittney Reese                | USA  | 7,23 CR   |
| 2     | Janay DeLoach                 | USA  | 6,98      |
| 3     | Shara Proctor                 | GBR  | 6,89 NR   |
| 4     | Darja Klischina               | RUS  | 6,85      |
| 5     | Nastassja Mirontschyk-Iwanowa | BLR  | 6,64      |
| 6     | Weranika Schutkowa            | BLR  | 6,63      |
| 7     | Viorica Țigău                 | ROU  | 6,34      |
| 8     | Bianca Stuart                 | BAH  | 4,71      |

Datum: 11. März, 14:05 Uhr
Die Deutsche Nadja Käther und die Schweizerin Irene Pusterla konnten sich nicht für das Finale qualifizieren.

### Dreisprung
| Platz | Athletin          | Land | Weite (m) |
| ----- | ----------------- | ---- | --------- |
| 1     | Yamilé Aldama     | GBR  | 14,82     |
| 2     | Olga Rypakowa     | KAZ  | 14,63     |
| 3     | Mabel Gay         | CUB  | 14,29     |
| 4     | Yargelis Savigne  | CUB  | 14,28     |
| 5     | Kimberly Williams | JAM  | 14,27     |
| 6     | Anna Krylowa      | RUS  | 14,21     |
| 7     | Li Yanmei         | CHN  | 14,02     |
| 8     | Dana Velďáková    | SVK  | 13,97     |

Datum: 10. März, 17:05 Uhr

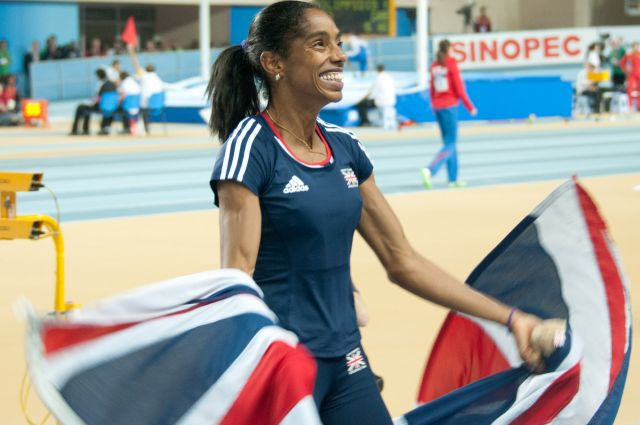
Yamilé Aldama nach ihrem Erfolg im Dreisprung

Yamilé Aldama erzielte die Siegweite von 14,82 m schon im zweiten Versuch und verwies damit die Titelverteidigerin Rypakowa im Endergebnis auf den zweiten Platz. Die Deutsche Kristin Gierisch konnte sich als Siebtplatzierte ihrer Qualifikationsgruppe mit 13,67 m nicht für das Finale qualifizieren.

### Kugelstoßen
| Platz | Athletin                  | Land | Weite (m) |
| ----- | ------------------------- | ---- | --------- |
| 1     | Valerie Adams             | NZL  | 20,54 AR  |
| 2     | Michelle Carter           | USA  | 19,58 SB  |
| 3     | Jillian Camarena-Williams | USA  | 19,44     |
| 4     | Nadine Kleinert           | GER  | 19,29     |
| 5     | Liu Xiangrong             | CHN  | 18,63 SB  |
| 6     | Jewgenija Kolodko         | RUS  | 18,57     |
| 7     | Irina Tarassowa           | RUS  | 18,54     |
| –     | Nadseja Astaptschuk       | BLR  | DSQ       |

Datum: 10. März, 18:10 Uhr
Mit dem Ozeanienrekord von 20,54 m gelang Valerie Adams der Gewinn der Goldmedaille. Insgesamt konnte nur sie in jedem ihrer Versuche gültig über die 20-Meter-Marke stoßen. Michelle Carter und Liu Xiangrong gelangen neue Saisonbestleistungen. Für die deutsche Nadine Kleinert war ihr zweiter Versuch mit 19,29 m ihr bester. Nadseja Astaptschuk wurde wegen Dopings disqualifiziert und verlor ihre Silbermedaille.
Die zweite deutsche Starterin Christina Schwanitz schied bereits in der Qualifikation aus.

### Fünfkampf
| Platz | Athletin             | Land | Punkte    |
| ----- | -------------------- | ---- | --------- |
| 1     | Natalija Dobrynska   | UKR  | 5013 (WR) |
| 2     | Jessica Ennis        | GBR  | 4965 (NR) |
| 3     | Austra Skujytė       | LTU  | 4802 (NR) |
| 4     | Karolina Tymińska    | POL  | 4725 (SB) |
| 5     | Tatjana Tschernowa   | RUS  | 4725 (SB) |
| 6     | Jekaterina Bolschowa | RUS  | 4639      |
| 7     | Hanna Melnytschenko  | UKR  | 4623      |
| 8     | Jana Maksimawa       | BLR  | 4601      |

Datum: 9. März

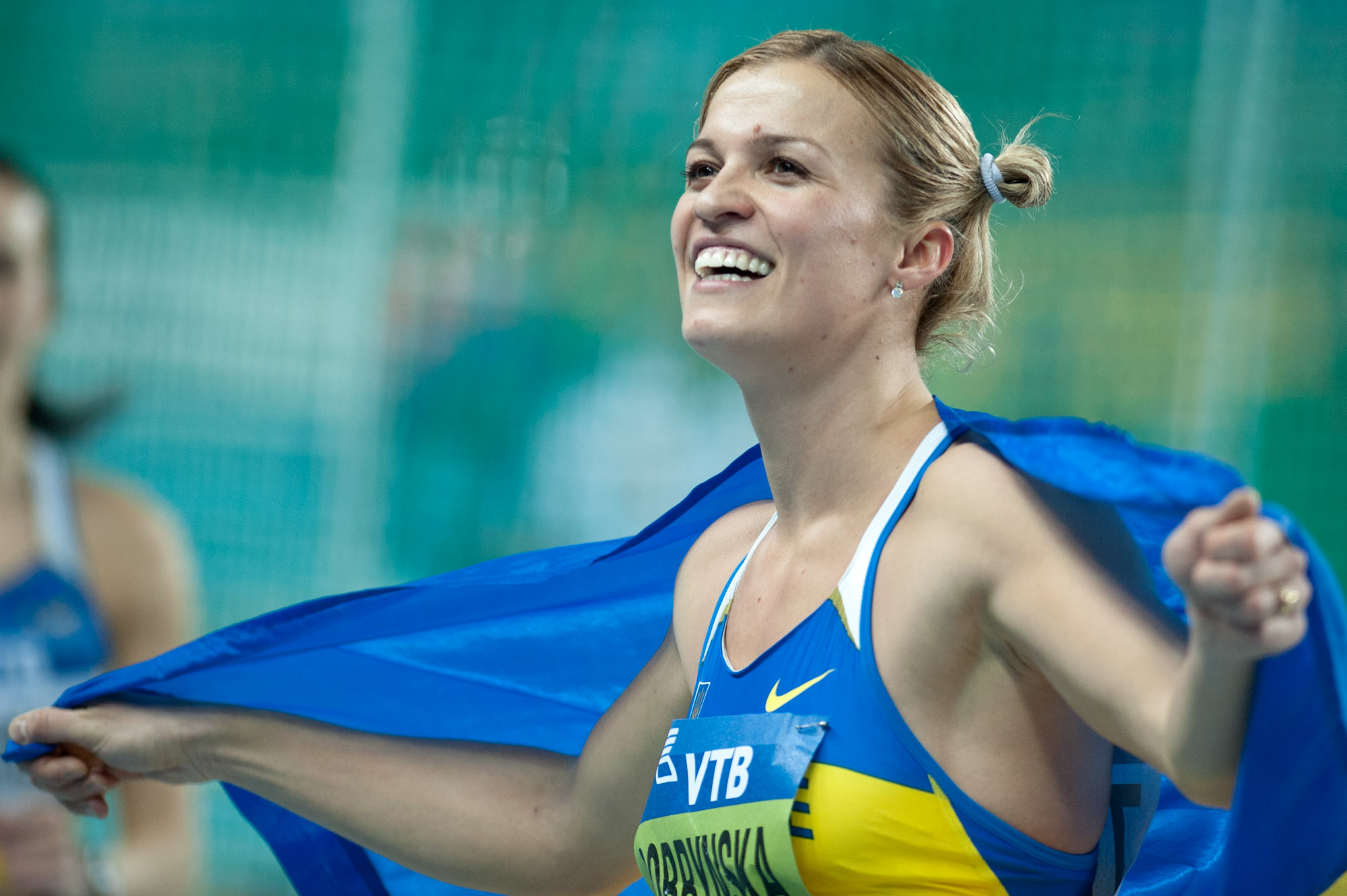
Weltrekordlerin Natalija Dobrynska

Der Fünfkampf besteht aus den Disziplinen 60-Meter-Hürdenlauf, Hochsprung, Kugelstoßen, Weitsprung und 800-Meter-Lauf.

## Erklärungen
- WR: Weltrekord
- AR: Kontinentalrekord
- NR: nationaler Rekord
- CR: Meisterschaftsrekord
- WL: Weltjahresbestleistung
- PB: persönliche Bestleistung
- SB: Saisonbestleistung
- DNF: Wettbewerb nicht beendet
- DNS: nicht zum Wettbewerb angetreten
- DQ: disqualifiziert
- NM: kein gültiger Versuch

## Medaillenspiegel
| Medaillenspiegel Endstand nach 26 Entscheidungen | Medaillenspiegel Endstand nach 26 Entscheidungen | Medaillenspiegel Endstand nach 26 Entscheidungen | Medaillenspiegel Endstand nach 26 Entscheidungen | Medaillenspiegel Endstand nach 26 Entscheidungen | Medaillenspiegel Endstand nach 26 Entscheidungen |
| Platz                                            | Land                                             | Gold                                             | Silber                                           | Bronze                                           | Gesamt                                           |
| ------------------------------------------------ | ------------------------------------------------ | ------------------------------------------------ | ------------------------------------------------ | ------------------------------------------------ | ------------------------------------------------ |
| 1                                                | Vereinigte Staaten                               | 10                                               | 3                                                | 5                                                | 18                                               |
| 2                                                | Vereinigtes Königreich                           | 2                                                | 3                                                | 4                                                | 9                                                |
| 3                                                | Äthiopien                                        | 2                                                | 1                                                | 2                                                | 5                                                |
| 4                                                | Kenia                                            | 2                                                | 1                                                | 1                                                | 4                                                |
| 5                                                | Russland                                         | 1                                                | 3                                                | 5                                                | 9                                                |
| 6                                                | Ukraine                                          | 1                                                | 2                                                | –                                                | 3                                                |
| 7                                                | Frankreich                                       | 1                                                | 1                                                | 2                                                | 4                                                |
| 8                                                | Australien                                       | 1                                                | 1                                                | –                                                | 2                                                |
| 8                                                | Jamaika                                          | 1                                                | 1                                                | –                                                | 2                                                |
| 8                                                | Marokko                                          | 1                                                | 1                                                | –                                                | 2                                                |
| 11                                               | Brasilien                                        | 1                                                | –                                                | –                                                | 1                                                |
| 11                                               | Costa Rica                                       | 1                                                | –                                                | –                                                | 1                                                |
| 11                                               | Griechenland                                     | 1                                                | –                                                | –                                                | 1                                                |
| 11                                               | Neuseeland                                       | 1                                                | –                                                | –                                                | 1                                                |
| 15                                               | Deutschland                                      | –                                                | 2                                                | –                                                | 2                                                |
| 16                                               | Bahamas                                          | –                                                | 1                                                | 1                                                | 2                                                |
| 16                                               | Belarus                                          | –                                                | 1                                                | 1                                                | 2                                                |
| 19                                               | Volksrepublik China                              | –                                                | 1                                                | –                                                | 1                                                |
| 19                                               | Tschechien                                       | –                                                | 1                                                | –                                                | 1                                                |
| 19                                               | Elfenbeinküste                                   | –                                                | 1                                                | –                                                | 1                                                |
| 19                                               | Italien                                          | –                                                | 1                                                | –                                                | 1                                                |
| 19                                               | Kasachstan                                       | –                                                | 1                                                | –                                                | 1                                                |
| 19                                               | Schweden                                         | –                                                | 1                                                | –                                                | 1                                                |
| 19                                               | Türkei                                           | –                                                | 1                                                | –                                                | 1                                                |
| 25                                               | Kuba                                             | –                                                | –                                                | 1                                                | 1                                                |
| 25                                               | Litauen                                          | –                                                | –                                                | 1                                                | 1                                                |
| 25                                               | Polen                                            | –                                                | –                                                | 1                                                | 1                                                |
| 25                                               | Trinidad und Tobago                              | –                                                | –                                                | 1                                                | 1                                                |

## Doping
Die Türkin Aslı Çakır Alptekin und die Weißrussin Natallja Karejwa, Dritt- und Viertplatzierte im 1500-Meter-Lauf, wurden wegen Dopings disqualifiziert.